# امانائو
امانائو (به اسپانیایی: Amanao) یک منطقهٔ مسکونی در آرژانتین است که در ایالت کاتامارکا واقع شده‌است.